# Christian Wilhelm Franz Walch
Christian Wilhelm Franz Walch (født 25. december 1726, død 10. marts 1784) var en tysk teolog.
Hans fader teologen Johann Georg Walch underviste selv sønnen under hans opvækst i Jena. Som ganske ung underviste Christian selv på universitetet i Jena mellem 1745 og 1747. Sammen med sin bror teologen Johann Ernst Immanuel Walch rejste han et år til Holland, Frankrig og Italien.
Hjemme i Jena blev Walch i 1750 udnævnt til ekstraordinær professor i filosofi. I 1753 tog han mod en stilling som ekstraordinær professor i teologi på det nyoprettede universitet i Göttingen. Tre år efter fik han stillingen som ordentlig professor i samme fag.
Walch underviste i dogmatik, kirkehistorie, etik, polemik, naturlig teologi, symbolik, Paulus' breve, oldkirken, historisk teologisk litteratur, kanonisk ret og kirkefædrene.
I 1766 blev Walch udnævnt til professor primarius. Han er mest kendt for sine kirkehistoriske værker, der byggede på en kritisk og pragmatisk tilgang til Bibelen uden principielle og ideologiske årsager.

## Udvalgte værker
- Entwurf einer vollstdndigen Historie der Ketzereien, Spaltungen, and Religionsstreitigkeiten, bis auf die Zeit der Reformation (11 bind, Leipzig, 1762-1785).
- Geschichte der evangelisch-lutherischen Religion, als ein Beweis, dass sie die wahre sei, (1753).
- Grundsätze der Kirchengeschichte des Neuen Testaments (1761).
- Kritische Untersuchung vom Gebrauch der heiligen Schrift unter den alten Christen, (1779).

- Monimenta Medii Aevi ex Bibliotheca regia Hanoverana, 1757